# Gregg Sulkin
Gregory Edward Sulkin (Londres, 29 de maio de 1992) é um ator britânico. Sua estreia no cinema foi em 2006, no filme Sixty Six. Sulkin também atuou nas séries da Disney Quando Toca O Sino, versão britânica, e Os Feiticeiros de Waverly Place, e mais recentemente de Faking It na MTV.

## Biografia e carreira
Sulkin nasceu em Swiss Cottage (uma divisa do Distrito Londrino de Camdem, em Londres, Inglaterra) e, assim como seu personagem em Sixty Six, ele é Judeu. Quando menor, Gregg frequentou a Highgate School, no Norte de Londres.
Ele começou a atuar aos dez anos, na mini-série Doutor Jivago. Em sequência, ele estrelou Sixty Six, ao lado de Helena Bonham Carter, Eddie Marsan e Catherine Tate. A partir de 2007, fez o papel de JJ na série de televisão "Quando Toca O Sino" e outros trabalhos.
Entre 2010 e 2011, ele atuou como o lobisomem Mason Greyback na série de televisão "Wizards of Waverly Place" (traduzido como Feiticeiros de Waverly Place) do Disney Channel, que vira o par romântico da feiticeira Alex Russo (interpretada por Selena Gomez) durante a terceira e quarta temporada da série. Em 2010, participou dos jogos da Disney no time amarelo (ao lado de Bridgit Mendler como capitã), mas não foi o vencedor.
Gregg Sulkin foi à Nova Zelândia a fim de filmar a adaptação da Disney para o livro de Meg Cabot, intitulado de "Avalon High", lançado em 12 de novembro de 2010 nos EUA. No Brasil o filme teve sua estréia pela HBO Family no dia 12 de Junho de 2011 e pela Disney Channel no dia 09 de setembro de 2012. Nesse filme, Sulkin atua como Will Wagner, um jogador de futebol americano. Após o lançamento de "Avalon High" nos EUA, Gregg foi apontado como o novo Robert Pattinson.
Em 2012, interpretou Wesley Fitzgerald, o irmão mais novo de Ezra Fitz (interpretado por Ian Harding), na série de televisão "Pretty Little Liars", do canal Freeform.
Entre 2014 até 2016, ele interpretou Liam Booker, na série de televisão "Faking It".
Em 2019, participa do elenco principal do filme de comédia romântica "A Cinderella Story: Christmas Wish", interpretando o vice-protagonista personagem Dominic Wintergarden, onde acaba fazendo par romântico com a protagonista Katherine "Kat" Decker (interpretada por Laura Marano).

## Relacionamentos
Em 2015, começou a namorar a atriz Bella Thorne. Os dois confirmaram que o namoro chegou ao fim no dia 15 de agosto de 2016, após pouco mais de um ano juntos.

## Filmografia

### Televisão
| Ano       | Título                       | Papel                             | Notas |
| --------- | ---------------------------- | --------------------------------- | --- |
| 2002      | Doutor Jivago                | Seryozha                          | Mini-série |
| 2006      | Man on the Moon              | Michael Aldrin                    | Novela |
| 2007      | Passe o Prato                | Gregg, do Reino Unido (Ele mesmo) | Personagem regular |
| 2007      | Quando Toca O Sino           | JJ                                | Personagem regular (7000 episódios) |
| 2009      | The Sarah Jane Adventures    | Adam                              | Temporada 3 episódios 3-4 "The Mad Woman in the Attic (A Mulher Louca no Sótão)" |
| 2010-2011 | Feiticeiros de Waverly Place | Mason Greyback                    | Temporada 3 episódio 8 "Alex Enfeitiça um Garoto" \| episódio 9 "Feiticeiros vs. Lobisomens", "Alex Salva Maison", "Feiticeiros Expostos" e agora em todos os episódios da quarta temporada de Os Feiticeiros de Waverly Place. |
| 2012      | Pretty Little Liars          | Wesley Fitzgerald                 | Série - Temporada 3; personagem recorrente - 3 episódios |
| 2014      | O Pesadelo da Filha          | Ben                               | Filme |
| 2014-2016 | Faking It                    | Liam Booker                       | Personagem regular |
| 2016      | Young & Hungry               | Rick                              | Série - Temporada 4; 1 episódio "Young & Assistant" |
| 2017      | Drink, Slay, Love            | Jadrien                           | Filme Televisivo |
| 2017-2019 | Marvel's Runaways            | Chase Stein                       | Personagem regular |

### Cinema
| Ano  | Filme                                  | Papel                | Notas                                                     |
| ---- | -------------------------------------- | -------------------- | --------------------------------------------------------- |
| 2002 | Doctor Zhivago                         | Seryozha             | Filme para televisão                                      |
| 2006 | Sixty Six (A Bola da Vez)              | Bernie Rubens        | Em DVD                                                    |
| 2006 | Man on the Moon                        | Michael Aldrin       | Filme para televisão                                      |
| 2007 | Rotten Apple                           | Narrador             | Duração curta (15 minutos)                                |
| 2010 | The Heavy                              | Adolescente          | Em DVD                                                    |
| 2010 | Avalon High                            | Will Wagner          | Filme para televisão                                      |
| 2012 | Camilla Dickinson                      | Frank                | Em DVD                                                    |
| 2012 | White Frog                             | Randy Goldman        | Em DVD                                                    |
| 2013 | Os Feiticeiros Retornam: Alex vs. Alex | Mason Greyback       | Filme para a televisão                                    |
| 2013 | 1990                                   | Josh                 |                                                           |
| 2013 | Another Me                             | Drew                 |                                                           |
| 2014 | Affluenza                              | Dylan Carson         |                                                           |
| 2015 | Yak: The Giant King                    | Flapper              | Dublagem                                                  |
| 2015 | Anti-Social                            | Dee                  |                                                           |
| 2015 | 2016                                   | Don't Hang Up        | Sam Fuller                                                |
| 2018 | Status Update                          | Derek Lowe           |                                                           |
| 2018 | Oh, Boy                                | TBa                  | Filmando                                                  |
| 2019 | A Cinderella Story: Christmas Wish     | Dominic Wintergarden | Co-protagonista ao lado de Laura Marano; filme da Netflix |